# Полёт Эйзенштейна
«Полёт Эйзенште́йна» (англ. «Flight of the Eisenstein») — книга Джеймса Сваллоу в жанре боевой фантастики, входящая в сеттинг мультимедийного проекта «Warhammer 40000». Все действия разворачивается во вселенной Warhammer 40000. Книга относится к категории так называемых сопутствующих товаров (англ. merchandise), то есть рассчитана, в основном, на фанатов. Роман впервые опубликован издательством Black Library весной 2007 года. В России книга вышла в 2008 году.
Действие книги разворачивается за 10 тысяч лет до временной границы сеттинга Warhammer 40,000 и распространяется на историю Ереси Хоруса, величайшей галактической гражданской войны и предтечи многих событий вселенной Warhammer 40,000. Книги «Галактика в огне» и «Полёт Эйзенштейна» образуют дилогию, связанные между собой поворотным моментом в истории всего Империума, а именно битвой на Исстване III, ставшей основополагающим моментом всей Вселенной Warhammer 40,000.

## Сюжет
«Эйзенштейн» из названия книги — название фрегата Гвардии смерти. Корабль поступает под командование Натаниэля Гарро, Боевого капитана седьмой роты четырнадцатого легиона Гвардии Смерти. Он — один из немногих офицеров Легионов Предателя, оставшихся преданным Императору Человечества. И единственный, кому из лояльных Императору офицеров Гвардии Смерти удалось покинуть систему Исстван. В названии не случайно заостряется внимание на имени фрегата, ведь именно ему удалось вырваться из резни, устроенной Хорусом на Исстване III, чтобы достигнуть Терры и сообщить Императору о предательстве.

## Рецензии
- Дмитрий Злотницкий. Рецензия на книгу: Джеймс Сваллоу «Полет „Эйзенштейна“». Вестник беды // «Мир фантастики» : журнал. — 2008. — № 58.